# عشق عادی
«عشق عادی» (به انگلیسی: Ordinary Love) نام یک ترانه از یوتو، گروه راک ایرلندی است. این ترانه برای بزرگداشت نسلون ماندلا نوشته شده است و در فیلم ماندلا: راه طولانی به آزادی استفاده شده است.
در ژانویه ۲۰۱۴ این آهنگ برای دریافت جایزه اسکار بهترین ترانه نامزد شد.